# Bundesverband Beschwerdemanagement für Gesundheitseinrichtungen
Der Bundesverband Beschwerdemanagement für Gesundheitseinrichtungen e. V. (BBfG) ist eine Interessenvertretung der in Gesundheitseinrichtungen beschäftigten Beschwerdemanager mit dem Ziel, das Beschwerdemanagement weiter zu professionalisieren. Der Zweck des Vereins mit Sitz in Stuttgart ist die Förderung des öffentlichen Gesundheitswesens durch den Austausch im Bereich Lob- und Beschwerdemanagement in Gesundheitseinrichtungen und die Aufstellung von Empfehlungen für Mindeststandards für diesen Bereich.

## Geschichte
Der BBfG wurde am 1. Januar 2015 gegründet, um den Anforderungen an das Lob- und Beschwerdemanagement von Gesundheitseinrichtungen gerecht werden zu können. Der Verein geht aus dem Netzwerk Beschwerdemanagement für Gesundheitseinrichtungen hervor, welches seit April 2006 existiert.
Es dient dem Erfahrungsaustausch, der kollegialen Beratung und der gezielten Fortbildung von Beschwerdemanagern in Krankenhäusern. Mit der Vereinsgründung des BBfG wurde das bundesweite Netzwerk auf eine neue eigenständige und unabhängige Basis gestellt. 1. Vorsitzender des BBfG ist Oliver Gondolatsch.  Um die Patientenorientierung in Gesundheitseinrichtungen weiter voranzutreiben initiierte und unterstützte der BBfG im Jahr 2015 die Gründung des Bundesverbandes der Patientenfürsprecher (BPiK).

## Formelles

### Beschwerde-Benchmark
Jährlich stellt der BBfG den Beschwerdebenchmark vor. Die darin erfassten Aussagen von Beschwerdemanagern geben unter anderem Aufschluss über Lob und Kritik von Patienten und deren Angehörigen nach einem Krankenhausaufenthalt. Der Beschwerdebenchmark wird gemeinsam von BBfG und der Firma Inworks, erhoben. Inworks ist der Softwarehersteller der Software Intrafox, einer Klinik-Beschwerdesoftware. Der komplette Benchmark inklusive aller Graphiken und Abbildungen ist für Mitglieder des BBfG im Mitgliederbereich der Homepage des BBfG hinterlegt, für Nicht-Mitglieder ist dieser auf Anfrage beim BBfG erhältlich.

### Regelmäßige Mitgliederversammlung
In regelmäßigen Treffen werden aktuelle Fragestellungen zum Beschwerdemanagement diskutiert, Hilfestellung und Beratung gegeben. Die Referenten sind Mitglieder des Netzwerks oder externe Fachdozenten. Zu den regelmäßigen Mitgliederversammlungen gehören die jährlich stattfindenden Frühjahrs- und Herbsttagungen des BBfG.

### Empfehlungen für Mindeststandards
Der Bundesverband Beschwerdemanagement für Gesundheitseinrichtungen (BBfG) hat Leitlinien für einen Mindeststandard des patientenorientierten Beschwerdemanagements in Krankenhäusern herausgegeben. Damit ist der Verband Forderungen des ehemaligen Patientenbeauftragten Karl-Josef Laumann (CDU), der inzwischen Gesundheitsminister in Nordrhein-Westfalen ist, nachgekommen. Es soll zu besseren Bedingungen im Krankenhaus und damit auch zufriedeneren Patienten beitragen.

### Hintergrund
Im Februar 2013 hat die Bundesregierung mit ihrem Patientenrechtegesetz ein patientenorientiertes Lob- und Beschwerdemanagement für alle Krankenhäuser verbindlich vorgeschrieben.  Bisher mangelte es allerdings an Qualifizierungsmaßnahmen und Vorgaben im Gesetz und dazugehörigen Richtlinien. Um dies zu ändern hat der Vorstand des BBfG im 1. Quartal 2015 die Arbeitsgruppe „Standards“ gegründet. Die Ergebnisse wurden den Mitgliedern des BBfG in der Jahreshauptversammlung im November 2015 vorgestellt, diskutiert und im Januar 2016 vom Vorstand des BBfG verabschiedet.

## Aktionstage und Veranstaltungen

### Tag des Patienten
Der BBfG ruft zusammen mit dem Bundesverband Patientenfürsprecher in Krankenhäusern e.V. (BPiK) und dem Patientenportal Saluway jährlich seit 2016 am 26. Januar Gesundheitseinrichtungen in Deutschland zur Teilnahme am Tag des Patienten auf. Ziel ist es, den Rechten von Patienten in Krankenhäusern mehr Aufmerksamkeit zu verschaffen sowie die Arbeit der Beschwerdemanager in Gesundheitseinrichtungen vorzustellen.

### Patientendialog
Durch die Entgegennahme und Bearbeitung von Beschwerden trägt der BBfG zu einem verbesserten Patientendialog bei. Mit dem Symposium Patientendialog 2018 wird gemeinsam mit dem BPiK ein überregionales Forum geschaffen. Patientenfürsprecher, Beschwerdemanager sowie auch Klinikärzte und Pflegekräfte mit Leitungsaufgaben aus dem gesamten Bundesgebiet treten in einen Dialog, um ihre Herausforderungen in Gesundheitseinrichtungen zu diskutieren. Darüber wird ein wichtiges Zeichen gesetzt für die Wertschätzung der Arbeit von Patientenfürsprechern und Beschwerdemanagern. Im Rahmen des Symposiums 2018 wird erstmals auch der Award „patientenorientierte Klinik“ vorgestellt. Diese Auszeichnung soll Kliniken, Krankenhäuser und andere Gesundheitseinrichtungen würdigen, die sich in besonderem Maße für die Bedürfnisse von Patienten einsetzen.